# 帕埃斯市 (波圖格薩州)

帕埃斯市（西班牙語：Municipio Páez），是委內瑞拉的一個市，位於該國西北部波圖格薩州，首府設於阿卡里瓜，面積425平方公里，海拔高度198米，2011年人口177,175，人口密度每平方公里364.74人。